# Скає
Скає (пол. Skaje) — село в Польщі, у гміні Щучин Ґраєвського повіту Підляського воєводства.
Населення — 195 осіб (2011).
У 1975-1998 роках село належало до Ломжинського воєводства.

## Демографія
Демографічна структура станом на 31 березня 2011 року:
|          | Загалом | Допрацездатний вік | Працездатний вік | Постпрацездатний вік |
| -------- | ------- | ------------------ | ---------------- | -------------------- |
| Чоловіки | 98      | 15                 | 74               | 9                    |
| Жінки    | 97      | 18                 | 55               | 24                   |
| Разом    | 195     | 33                 | 129              | 33                   |